# 242

## Nașteri
- dată necunoscută: Saloninus  (d. 260)

## Decese
- dată necunoscută: Eugeniu I al Bizanțului episcop de Bizanț (237-242) (n. ?)